# Plebejus optilete
Plebejus optilete là một loài bướm ngày thuộc họ Lycaenidae. Nó được tìm thấy ở North Eastern châu Âu, Anpơ, North Asia, Nhật Bản, Hàn Quốc và North Western Bắc Mỹ.
Chiều dài cánh trước là ca. 14 mm. Chúng bay từ tháng 6 đến tháng 8 tùy theo địa điểm.
Ấu trùng ăn Vaccinium oxycoccos, Empetrum nigrum, Bilberry và other Cranberry và Empetrum species.

## Hình ảnh

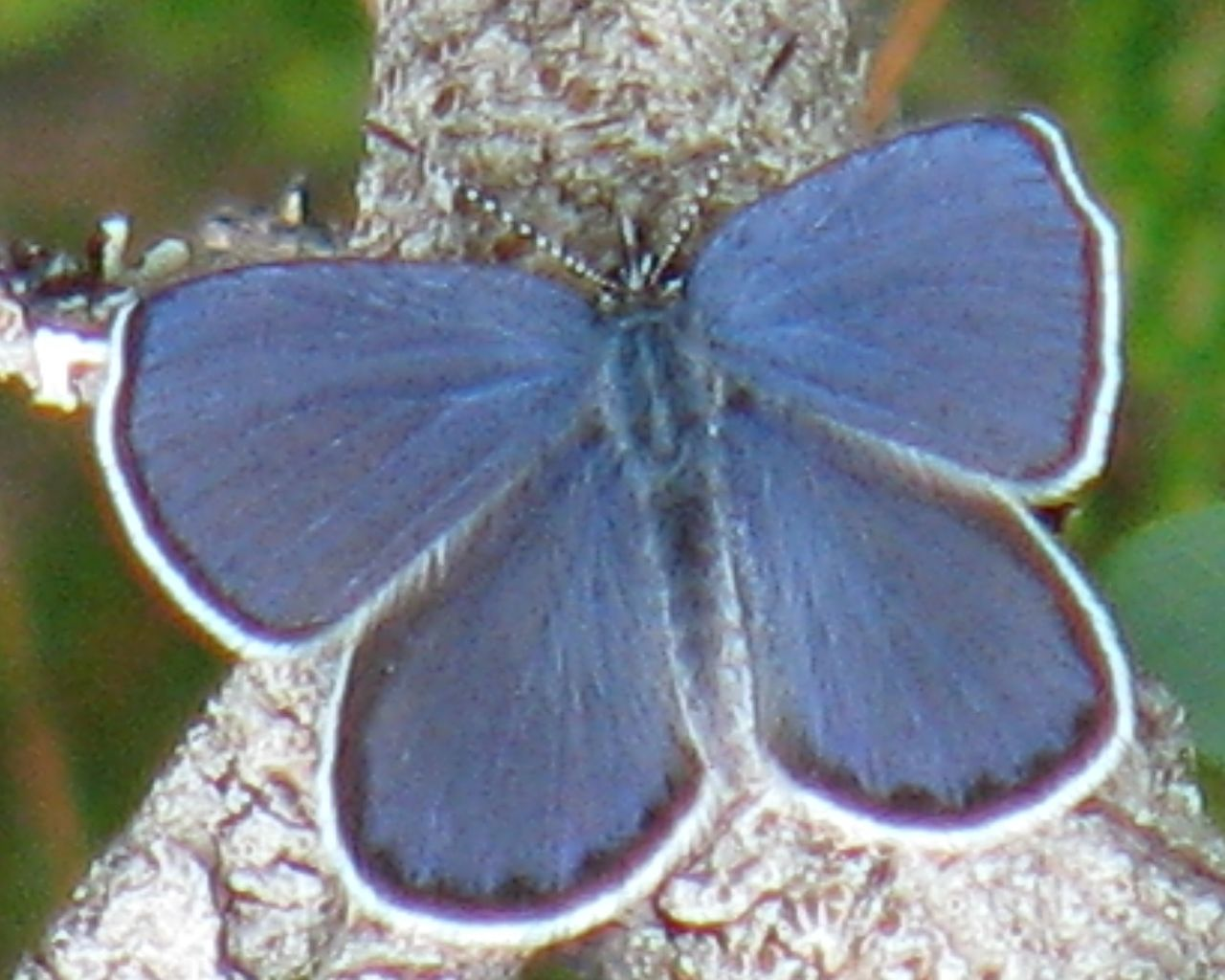
Nam ♂
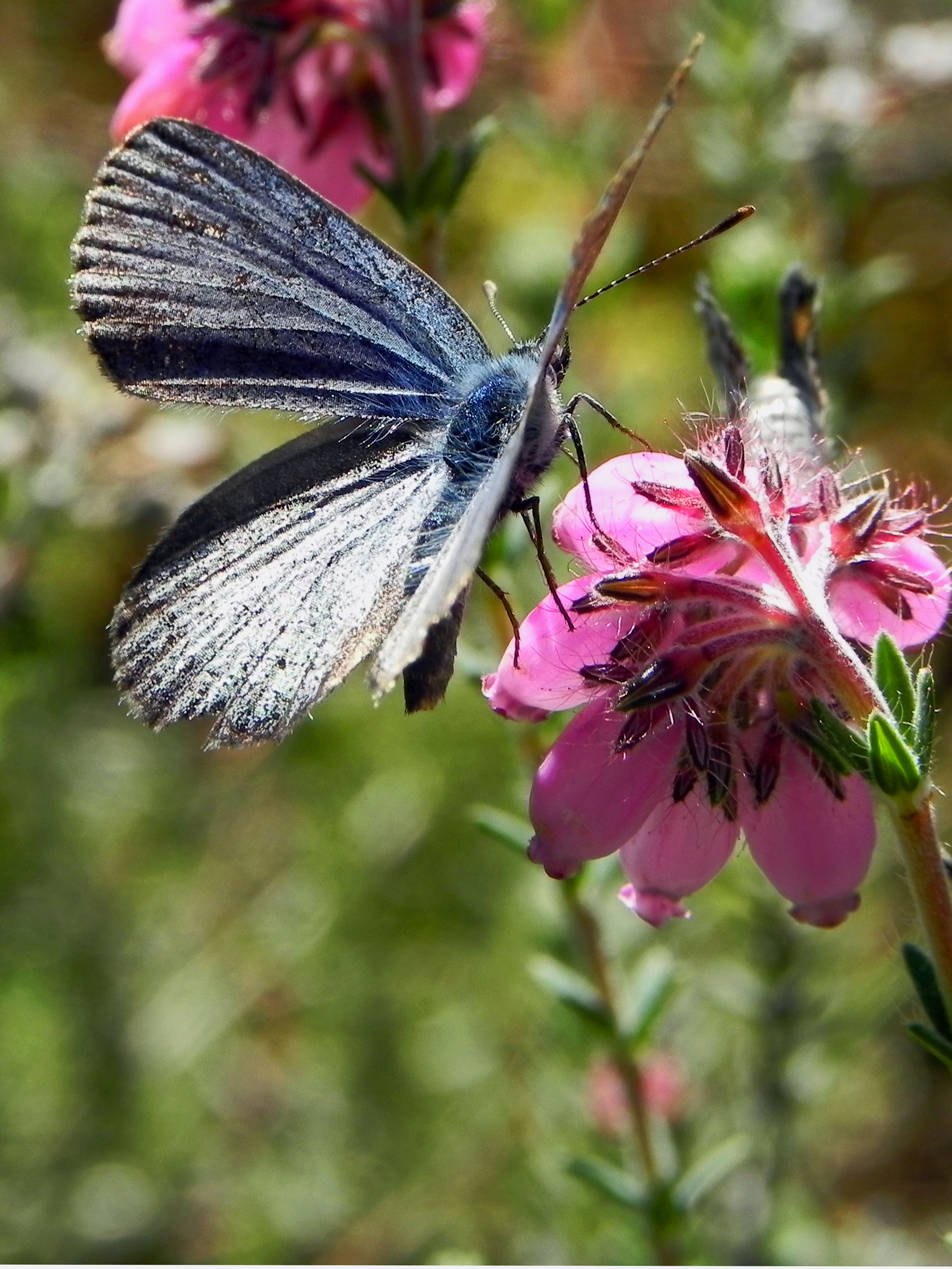
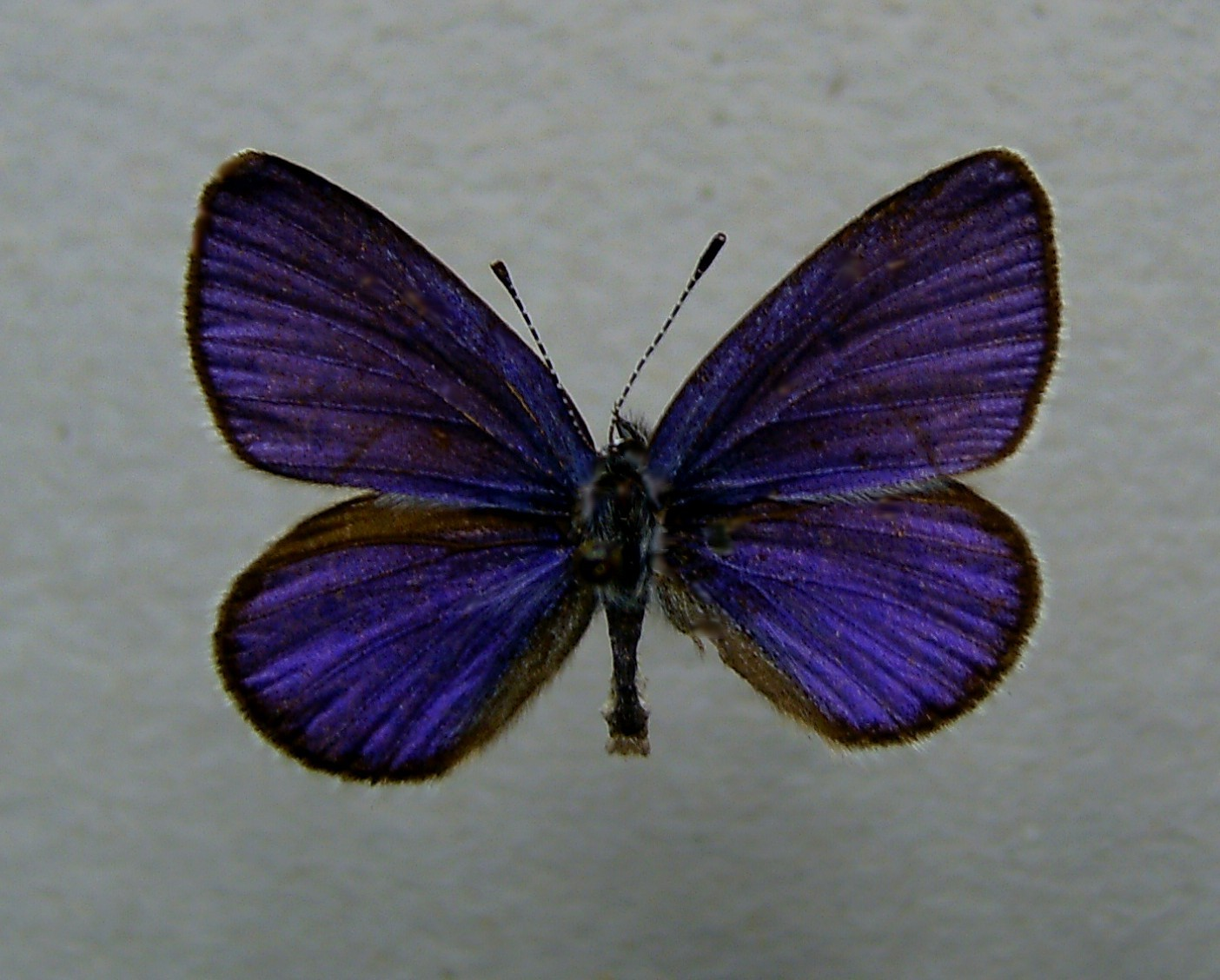
Plebejus optilete
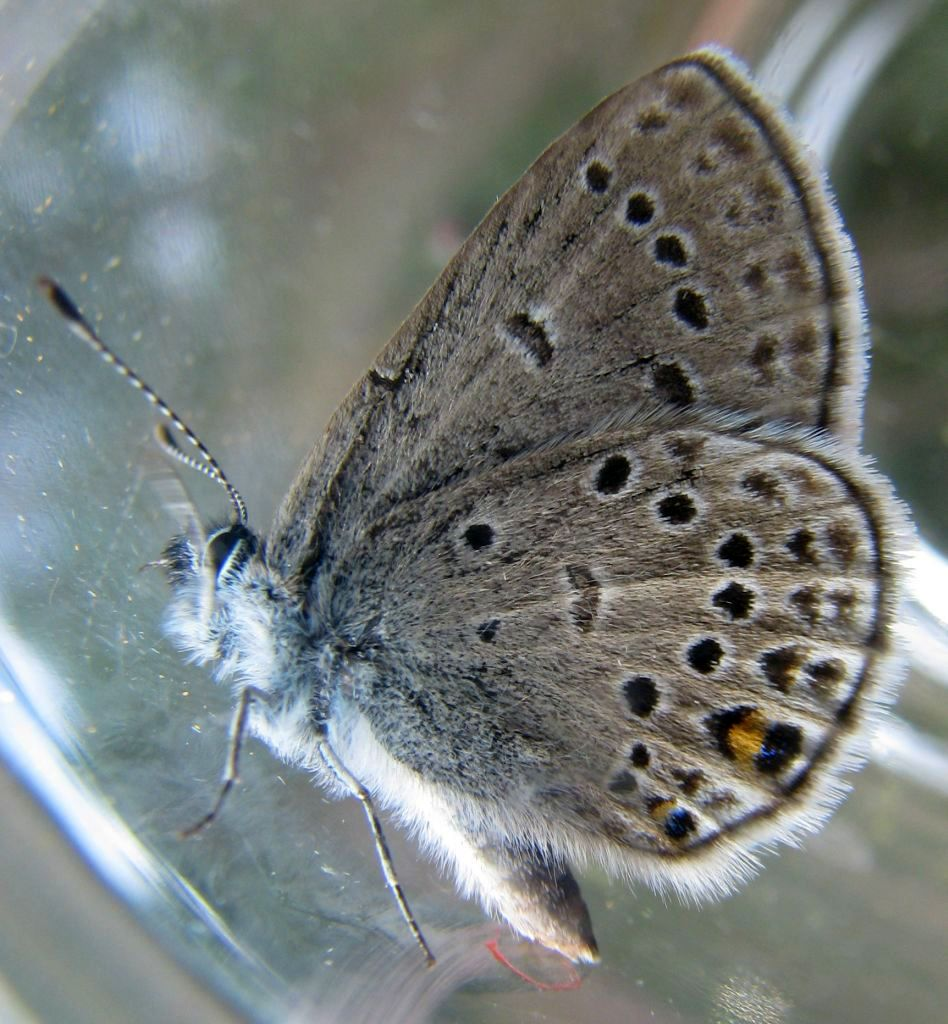
Mặt dưới
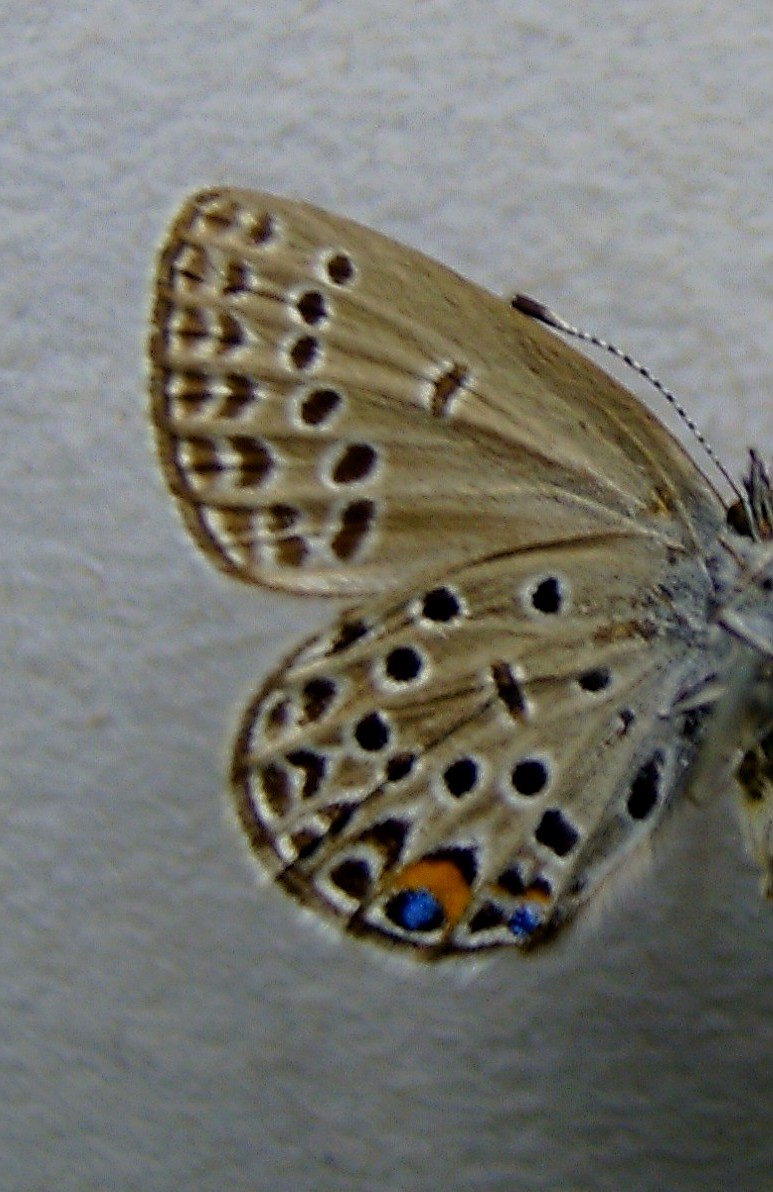
Underside